# تسولاک خاچاطریان
تسولاک مانوئلی خاچاطریان (ارمنی: Ցոլակ Մանվելի Խաչատրյան؛ زادهٔ ۱۵ نوامبر ۱۹۲۳) یک  سیاستمدار اهل ارمنستان است که از تاریخ ۱۹۹۰ تا تاریخ ۱۹۹۵ سمت نمایندگی دوره اول شورای عالی جمهوری ارمنستان را برعهده داشت.

## زندگی‌نامه
در ۱۵ نوامبر ۱۹۲۳  در ارمنستان به دنیا آمد . 